# Aquila audax

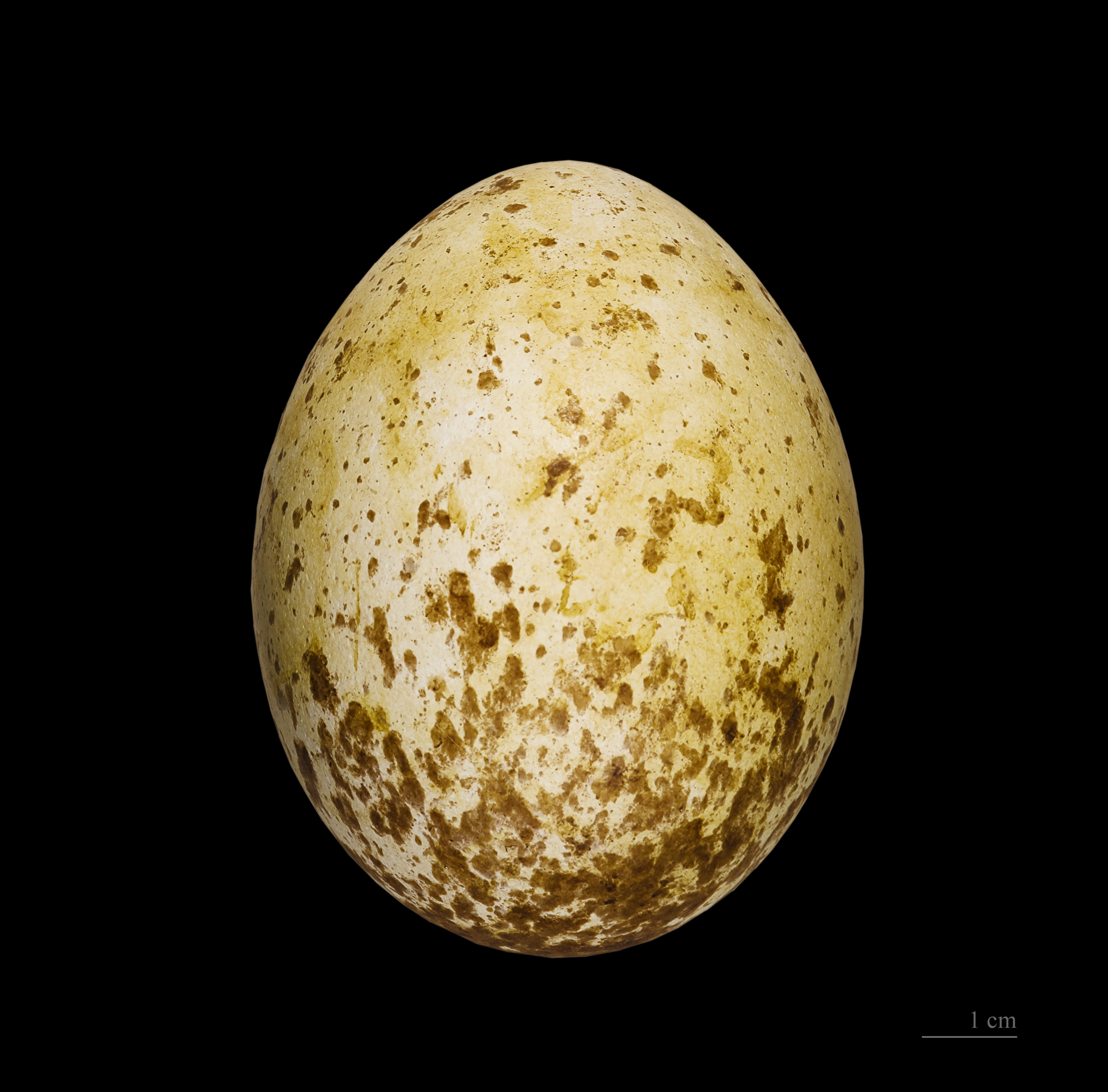
Huevo de Aquila audax

El águila audaz (Aquila audax) es una especie de ave accipitriforme de la familia Accipitridae nativa de Australia. Tiene una gran envergadura alar, patas por entero con plumas y una inconfundible cola con forma cuneiforme. Por su porte es una de las mayores aves rapaces de todo el mundo.

## Subespecies
Se conocen dos subespecies de Aquila audax:
- Aquila audax audax - Australia y sur de Nueva Guinea.
- Aquila audax fleayi - Tasmania